# Justin Wilson
Justin Boyd Wilson (Sheffield, 31 luglio 1978 – Allentown, 24 agosto 2015) è stato un pilota automobilistico britannico.

## Carriera

### Le formule minori
Iniziò a correre nei kart nel 1987, a nove anni, per poi arrivare a soli 17 anni in Formula Vauxhall, diventando poi campione della Challenge Cup. L'anno successivo concluse secondo e nel 1998 divenne campione di Formula Palmer Audi. Nel 1999 arrivò in Formula 3000 e nel 2001 vinse il campionato. Nel 2002 ottenne buoni risultati anche in Formula Nissan, giungendo quarto. Lo stesso anno venne anche contattato da Paul Stoddart, proprietario della Minardi, per sostituire Alex Yoong per due gare, visti gli scarsi risultati del malese. L'evento, però, non si concretizzò per l'impossibilità di adattare la PS02 alle caratteristiche fisiche di Wilson, alto più di un metro e novanta. È stato infatti il pilota di Formula 1 più alto del mondo.

### Formula 1
Nel 2003 approdò infine in Formula 1. Confermato in Minardi come seconda guida, iniziò la stagione con notevole difficoltà, visto che la vettura non era all'altezza, ritirandosi 4 volte consecutivamente nelle prime 4 gare. Ma a partire dal Gran Premio di Spagna riuscì a migliorare, battendo numerose volte il ben più esperto compagno di squadra Jos Verstappen, sia in qualifica che in gara. La migliore prestazione la ottenne proprio al Gran Premio di Spagna, concludendo undicesimo. Nel corso della stagione riuscì ad essere più costante, e venne notato dalla Jaguar che lo ingaggiò per sostituire il deludente Antônio Pizzonia. Perciò debuttò proprio con la Jaguar al Gran Premio di Germania, ritirandosi però, a causa della rottura del cambio. Nel gran premio successivo, in Ungheria, si qualificò dodicesimo (venendo tra l'altro battuto nettamente dal compagno di squadra che si qualificò al terzo posto) ma in gara fu costretto nuovamente al ritiro per la rottura del motore. A Monza si ritirò per la terza volta consecutiva, ma finalmente al Gran Premio degli Stati Uniti riuscì a concludere il suo primo gran premio con la Jaguar, ottenendo il primo punto in carriera con l'ottavo posto, dopo aver condotto addirittura la gara per un paio di giri durante il valzer dei pit stop. In Giappone, all'ultimo appuntamento stagionale, ottenne un buon decimo posto in qualifica, ma in gara concluse con un'amara tredicesima piazza, terminando così la stagione 2003. A causa dei problemi finanziari della Ford, il team Jaguar annunciò che aveva necessariamente bisogno di un pilota pagante. Perciò, Wilson venne sostituito da Christian Klien, vedendo terminare così la sua esperienza in Formula 1.

### Champ Car
Nel 2004, non confermato in Jaguar, Wilson non trovò altri sedili in altre scuderie e quindi decise di trasferirsi negli Stati Uniti dove cominciò a gareggiare nella Champ Car. La prima stagione lo vide concludere undicesimo, ottenendo come miglior risultato un quarto posto all'ultima gara. Nel 2005 vinse la sua prima gara a Toronto e concluse al terzo posto il campionato, mentre nel 2006 e nel 2007 è stato battuto da Sébastien Bourdais. Nel 2012 partecipa alla 24 ore di Daytona e vince alla guida di una Riley MkXXVI-Ford.

### Formula E
Il 6 giugno 2015 Wilson prende parte alla tappa russa del Campionato di Formula E 2014-2015 sostituendo Scott Speed per l'Andretti Formula E Team e finisce la gara in decima posizione.

### Incidente e morte
Il 23 agosto 2015, durante l'appuntamento del campionato IndyCar presso il Pocono Raceway a Long Pond, Pennsylvania, Wilson viene coinvolto in un incidente quando mancavano 21 giri alla fine: Sage Karam, che conduceva la gara, perse il controllo della sua vettura sbattendo contro il muretto ed uno dei pezzi della vettura colpì violentemente il casco di Justin Wilson, che si trovava in tredicesima posizione, rendendolo incosciente e facendolo schiantare contro un muro che delimitava la pista. Prontamente soccorso, Wilson viene trasportato al Lehigh Valley Health Network Hospital in stato di coma. Muore il giorno seguente all'età di 37 anni lasciando la moglie Julia, le figlie Jane Louise e Jessica Lynne, e il fratello Stefan, anch'egli pilota automobilistico.
Dopo i funerali, il corpo è stato cremato.

## Risultati sportivi

### Formula 1
| 2003 | Scuderia       | Vettura |     |     |     |     |    |    |     |     |    |    |    |     |     |     |   |    |  | Punti | Pos. |
| ---- | -------------- | ------- | --- | --- | --- | --- | -- | -- | --- | --- | -- | -- | -- | --- | --- | --- | - | -- |  | ----- | ---- |
| 2003 | Minardi Jaguar | PS03 R4 | Rit | Rit | Rit | Rit | 11 | 13 | Rit | Rit | 13 | 14 | 16 | Rit | Rit | Rit | 8 | 13 |  | 1     | 20º  |

| Legenda | 1º posto     | 2º posto | 3º posto    | A punti         | Senza punti/Non class.  | Grassetto – Pole position Corsivo – Giro più veloce |
| Legenda | Squalificato | Ritirato | Non partito | Non qualificato | Solo prove/Terzo pilota | Grassetto – Pole position Corsivo – Giro più veloce |

### IndyCar
| Anno | Squadra                    | 1   | 2   | 3   | 4    | 5    | 6    | 7   | 8   | 9   | 10  | 11  | 12  | 13  | 14  | 15  | 16  | 17  | 18  | 19  | Punti | Posizione |
| ---- | -------------------------- | --- | --- | --- | ---- | ---- | ---- | --- | --- | --- | --- | --- | --- | --- | --- | --- | --- | --- | --- | --- | ----- | --------- |
| 2008 | Newman/Haas/Lanigan Racing | HMS | STP | MOT | LBH  | KAN  | INDY | MIL | TXS | IOW | RIR | WGL | NSH | MDO | EDM | KTY | SNM | DET | CHI | SUR |       |           |
| 2008 | Newman/Haas/Lanigan Racing | 15  | 9   |     | 19   | 9    | 27   | 7   | 27  | 12  | 7   | 25  | 18  | 11  | 3   | 24  | 9   | 1   | 11  | 12  | 340   | 11°       |
| 2009 | Dale Coyne Racing          | STP | LBH | KAN | INDY | MIL  | TXS  | IOW | RIR | WGL | TOR | EDM | KTY | MDO | SNM | CHI | MOT | HMS |     |     |       |           |
| 2009 | Dale Coyne Racing          | 3   | 22  | 14  | 23   | 15   | 15   | 18  | 14  | 1   | 5   | 8   | 21  | 13  | 7   | 10  | 12  | 10  |     |     | 354   | 9°        |
| 2010 | Dreyer & Reinbold Racing   | SAO | STP | ALA | LBH  | KAN  | INDY | TXS | IOW | WGL | TOR | EDM | MDO | SNM | CHI | KTY | MOT | HMS |     |     |       |           |
| 2010 | Dreyer & Reinbold Racing   | 11  | 2   | 7   | 2    | 18   | 7    | 19  | 24  | 10  | 7   | 21  | 27  | 6   | 7   | 11  | 16  | 21  |     |     | 361   | 11°       |
| 2011 | Dreyer & Reinbold Racing   | STP | ALA | LBH | SAO  | INDY | TXS  | TXS | MIL | IOW | TOR | EDM | MDO | NHM | SNM | BAL | MOT | KTY | LVS |     |       |           |
| 2011 | Dreyer & Reinbold Racing   | 10  | 19  | 22  | 7    | 20   | 16   | 17  | 21  | 10  | 12  | 15  | 5   | Wth |     |     |     |     |     |     | 183   | 24°       |
| 2012 | Dale Coyne Racing          | STP | ALA | LBH | SAO  | INDY | DET  | TXS | MIL | IOW | TOR | EDM | MDO | SNM | BAL | FON |     |     |     |     |       |           |
| 2012 | Dale Coyne Racing          | 10  | 19  | 10  | 22   | 21   | 7    | 22  | 1   | 23  | 10  | 21  | 9   | 18  | 11  | 17  | 23  |     |     |     | 278   | 15°       |
| 2013 | Dale Coyne Racing          | STP | ALA | LBH | SAO  | INDY | DET  | DET | TXS | MIL | IOW | POC | TOR | TOR | MDO | SNM | BAL | HOU | HOU | FON |       |           |
| 2013 | Dale Coyne Racing          | 9   | 8   | 3   | 20   | 5    | 3    | 22  | 15  | 9   | 11  | 7   | 11  | 8   | 8   | 2   | 4   | 3   | 4   |     | 472   | 6°        |
| 2014 | Dale Coyne Racing          | STP | LBH | ALA | IMS  | INDY | DET  | DET | TXS | HOU | HOU | POC | IOW | TOR | TOR | MDO | MIL | SNM | FON |     |       |           |
| 2014 | Dale Coyne Racing          | 8   | 16  | 6   | 11   | 22   | 4    | 12  | 21  | 10  | 12  | 14  | 13  | 10  | 10  | 15  | 17  | 9   | 13  |     | 395   | 15°       |
| 2015 | Andretti Autosport         | STP | NLA | LBH | ALA  | IMS  | INDY | DET | DET | TXS | TOR | FON | MIL | IOW | MDO | POC | SNM |     |     |     |       |           |
| 2015 | Andretti Autosport         |     |     |     |      | 24   | 21   |     |     |     |     |     | 18  | 17  | 2   | 15  |     |     |     |     | 108   | 24°       |

### Formula E
| Anno    | Team               | Vettura               | 1   | 2   | 3   | 4   | 5   | 6   | 7   | 8   | 9      | 10  | 11  | Punti | Posizione |
| ------- | ------------------ | --------------------- | --- | --- | --- | --- | --- | --- | --- | --- | ------ | --- | --- | ----- | --------- |
| 2014-15 | Andretti Autosport | Spark-Renault SRT 01E | PEC | PUT | PDE | BNA | MIA | LBH | MON | BER | MOS 10 | LON | LON | 1     | 25º       |